# Baukindergeld
Das Baukindergeld ist in Deutschland eine staatliche Förderung des Ersterwerbs von selbstgenutztem Wohneigentum für Familien mit Kindern in Form eines Zuschusses, die derzeit ausläuft, da Voraussetzung ist, dass die Kaufvertragsunterzeichnung bzw. die  Baugenehmigung bis zum 31. März 2021 erfolgten (vgl. unten).
Der Deutsche Bundestag traf dazu am 12. Juli 2018 einen entsprechenden Gesetzesbeschluss (Haushaltsgesetz 2018). Das Baukindergeld trat mit der Verkündung im Bundesgesetzblatt rückwirkend zum 1. Januar 2018 in Kraft. Grundlagen der Umsetzung des Förderprogramms „Baukindergeld“ durch das Bundesministerium des Innern, für Bau und Heimat (BMI) sind der Koalitionsvertrag zwischen CDU/CSU und SPD vom 12. März 2018, der Beschluss der Geschäftsführenden Vorstände der Koalitionsfraktionen vom 7./8. Mai 2018 sowie der Beschluss des Koalitionsausschusses vom 26. Juni 2018.
Das Baukindergeld sollte nach der Ende 2005 abgeschafften Eigenheimzulage die Eigentumsbildung im Immobiliensektor für Familien mit Kindern erleichtern.
Bei Antragstellung bis zum 31. Dezember 2020 gewährt Bayern für jedes Kind zusätzlich 300 Euro pro Jahr Kindergeld für den Hausbau.

## Die Förderung im Einzelnen
Die KfW Bankengruppe und das BMI fördern mit dem Zuschuss den Ersterwerb von selbstgenutzten Wohnimmobilien (Ein- oder Zweifamilienhäuser, Eigentumswohnungen) für Familien mit Kindern mit dem Ziel der Wohneigentumsbildung.
- Kauf oder Bau einer selbstgenutzten Immobilie im Zeitraum zwischen dem 1. Januar 2018 und dem 31. März 2021 (Datum Kaufvertrag bzw. Baugenehmigung). Der ursprünglich bis zum 31. Dezember 2020 befristete Förderzeitraum für die Gewährung des Baukindergeldes wurde Ende 2020 aufgrund der Corona-Pandemie um drei Monate bis zum 31. März 2021 verlängert.[3]
- Antragstellung nach dem Einzug (spätestens nach 6 Monaten, ursprünglich 3 Monate bis zum 16. Mai 2019[4], letztmöglich am 31. März 2023)
- Jährlicher Zuschuss von 1.200 Euro pro Kind über einen Zeitraum von 10 Jahren
- Einkommensgrenze: Haushaltseinkommen bei einer Familie mit einem Kind von maximal 90.000 Euro pro Jahr[5] und zusätzlich 15.000 Euro für jedes weitere Kind
- Als Kinder im Sinne der Regelung gelten Kinder unter 18 Jahren, für die Kindergeldanspruch besteht und die ihren Hauptwohnsitz im Haushalt haben
- Für Haus oder Wohnung
- Kein Voreigentum
- Für Neubau oder Bestandsimmobilie – nicht für Sanierung, Anbau oder Umbau[6]
- Keine Wohnflächenbegrenzung
- Bundesweit
- Keine Rückzahlung des Zuschusses[7]

Die konkreten Bedingungen sind in einem Merkblatt der KfW beschrieben.

## Beantragung des Baukindergeldes
Die Förderung untersteht der Verantwortung des BMI.
Für die Auszahlung ist die KfW zuständig. Das Baukindergeld kann online über die Internetseite der KfW beantragt werden.

## Wirkung
Insbesondere junge Familien profitierten von der Förderung: 86 % der Anträge wurden von Familien mit 1–2 Kindern gestellt, rund 2/3 aller Antragsteller haben Kinder zwischen 0 und 6 Jahren. Damit konnte gerade jungen Familien mit wenig Eigenkapital der Wohneigentumserwerb erleichtert werden (Stand 23. September 2020).
Mehr als 60 % der Antragsteller hatten ein durchschnittliches zu versteuerndes Haushaltseinkommen von bis zu 40.000 Euro pro Jahr. Ca. 60 % der Anträge wurden in städtischen Regionen und ca. 40 % in ländlichen Regionen gestellt. Des Weiteren betrug der Anteil der bisherigen Antragstellungen für den Bestand 74 % und 26 % im Neubau (Stand 23. September 2020).
In einem Forschungsprojekt des Bundesinstituts für Bau-, Stadt- und Raumforschung sollen darüber hinaus die volkswirtschaftlichen und familienpolitischen Effekte des Baukindergeldes untersucht werden.

## Kontroversen und Kritik
Vielfach wird kritisiert, das Baukindergeld sei sozial unausgewogen. Es erreiche nicht die tatsächlich Bedürftigen, fördere vor allem die Mittelschicht und verfehle damit seinen Zweck, gehe vor allem an jene Familien, die es eigentlich nicht nötig hätten, und bringe einkommensschwache Familien nicht weiter.
Weitere Kritikpunkte, unter dem Gesichtspunkt der Wirkung des Baukindergeldes auf den Immobilienmarkt sind:
- „erhebliche Mitnahmeeffekte“, also Preissteigerungen durch die Einpreisung der Förderung in Immobilienpreise, ähnlich wie bei der Eigenheimzulage.[18]
- keine differenzierte Förderung strukturschwacher Regionen[15]

Der Zuschuss fungiert als eine Art „Bleibeprämie für das Land“, wo er aufgrund vergleichsweise niedriger Immobilienpreise stärker ins Gewicht falle. Gleichzeitig gebe es auf dem Land jedoch genügend Häuser und Wohnungen, zusätzliche Eigenheime werden dort nicht gebraucht. Das Baukindergeld laufe Gefahr, zusätzlichen Leerstand zu erzeugen. Das Baukindergeld sei eine „abgespeckte Neuauflage“ der Ende 2005 abgeschafften Eigenheimzulage „mit ähnlichen Mängeln“, so Der Spiegel.
An kritischen Stimmen zum Baukindergeld gibt es keinen Mangel. Eine Auswertung der jüngsten Antragsstatistiken durch LBS Research zeigt allerdings, dass die Förderung ihren Sinn und Zweck erfüllt. Eine erste Zwischenbilanz zeigt, dass das Baukindergeld beliebt in Ostdeutschland und gefragt bei geringem Einkommen ist.

## Presse
- Panajotis Gavrilis und Sina Fröhndrich: Förderung von Wohneigentum – Diskussion um das Baukindergeld, Deutschlandfunk – „Hintergrund“ vom 5. August 2018
- Wer profitiert vom Baukindergeld? vom 5. Februar 2020